# Tommy Lloyd
Tommy Lloyd (Kelso, 21 dicembre 1974) è un allenatore di pallacanestro statunitense, coach degli Arizona Wildcats dell'Università dell'Arizona.
Precedentemente ha ricoperto il ruolo di vice allenatore e scout internazionale all'Università di Gonzaga nello staff di Mark Few.

## Palmarès
- Associated Press College Basketball Coach of the Year (2022)
- NABC Coach of the Year (2022)
- Henry Iba Award (2022)